# Eckart Berkes
Eckart Berkes (* 9. Februar 1949 in Worms; † 24. September 2014 in Leimen) war ein deutscher Hürdenläufer, der sich auf die 110-Meter-Distanz spezialisiert hatte. Berkes studierte Sport und wurde Diplom-Sportlehrer.
Bei den Leichtathletik-Halleneuropameisterschaften 1971 in Sofia gewann er Gold über 60 Meter Hürden. 1972 schied er bei den Olympischen Spielen in München im Vorlauf aus.
1972 wurde er Deutscher Vizemeister, 1973 Deutscher Meister über 110 Meter Hürden. In der Halle wurde er 1971 Deutscher Vizemeister über 50 Meter Hürden.
Eckart Berkes startete für den USC Mainz(1965–1972), für den TV Wattenscheid 01 (1973–1975) und den USC Heidelberg (1976–1983). Beim USC Heidelberg baute er als Trainer eine erfolgreiche Leichtathletik-Frauenmannschaft auf.
Er war bekannt für seine Herzlichkeit und Kommunikationsfähigkeit. Um ihn ranken sich einige ungewöhnliche Anekdoten: So gewann er 1980 den ägyptischen Stabhochsprung-Titel in Kairo, wo er zufällig die nationalen Meisterschaften besucht hatte und spontan gebeten wurde, doch aktiv als Leichtathlet daran teilzunehmen. 1971 stellte er bei den Indian All-Comers Championships einen indischen Meisterschaftsrekord über 110 Hürden auf. Diese Veranstaltung wurde auf einem Rasenplatz ausgetragen; die Athleten gruben sich ihre Startlöcher mit einem Spaten selbst; der Starter war ein Sikh, der mit einer echten Waffe schoss. Als ihn Berkes nach dem Rennen fragte, ob er denn mit scharfer Munition geschossen habe, demonstrierte ihm das der Starter, indem er neben sich in den Boden schoss, wodurch ein Loch entstand, aus dem ein Stein aufflog, der Berkes am Unterschenkel eine blutende Wunde zufügte.

## Persönliche Bestzeit
- 50 m Hürden (Halle): 6,64 s, 27. Februar 1971, Kiel
- 110 m Hürden: 13,97 s, 22. Juli 1973, Berlin